# Đoàn tàu ma

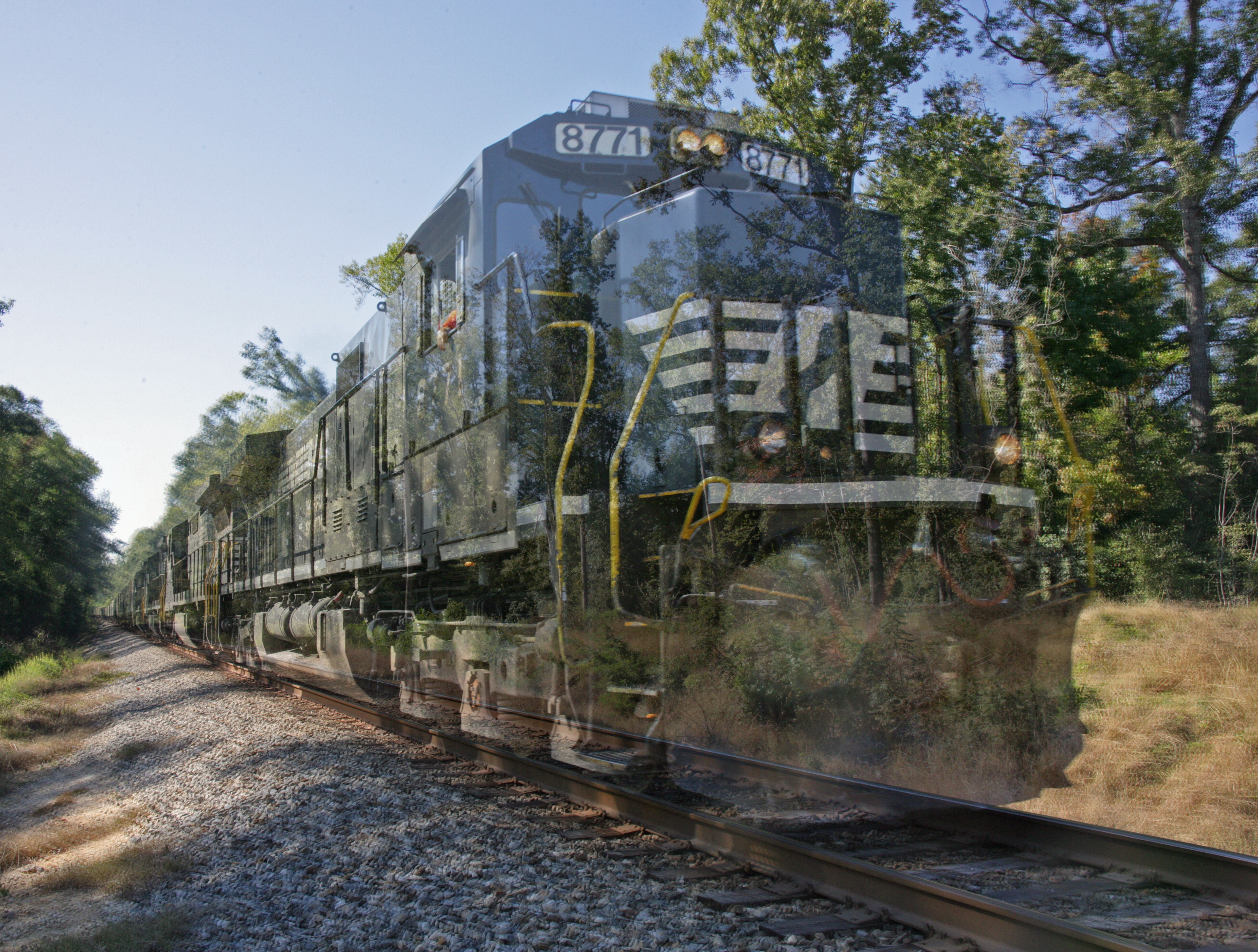
Hình ảnh khái niệm về một đoàn tàu ma

Đoàn tàu ma theo như trong truyện ma thì đây là một phương tiện ma dưới dạng đầu máy xe lửa hoặc tàu hỏa. Đoàn tàu ma khác với các hình thức ma ám truyền thống khác ở chỗ thay vì là một địa điểm cố định nơi các hồn ma được cho là hiện diện, "sự hiện ra là toàn bộ đoàn tàu".
Những đoàn tàu ma được kể lại ở nhiều nơi khác nhau trên thế giới mà tại một số thời điểm tàu hỏa đã trở thành hình thức vận chuyển phổ biến. Những câu chuyện về đoàn tàu ma đã được tường thuật ở Canada, Nhật Bản, Thụy Điển, Vương quốc Liên hiệp Anh, và ở nhiều bang tại Mỹ.
Silverpilen (Mũi Tên Bạc) là một đoàn tàu điện ngầm Stockholm từng xuất hiện trong một số truyền thuyết đô thị của Thụy Điển nghi là đã nhìn thấy "hồn ma" của đoàn tàu này. Đoàn Tàu Ma St. Louis, được biết đến nhiều hơn với tên gọi Ánh sáng St. Louis có thể nhìn thấy vào ban đêm dọc theo một tuyến đường sắt cũ bị bỏ hoang nằm giữa Prince Albert và St. Louis, Saskatchewan. Hai sinh viên địa phương đã giành được giải thưởng nhờ điều tra và cuối cùng mô phỏng lại hiện tượng mà họ xác định là do nhiễu xạ của đèn xe ở xa gây ra. Lịch sử của ngành đường sắt Canada kể lại, từ một thị trấn ở Saskatchewan kể lại rằng "[c]âu chuyện kỳ lạ về một đoàn tàu ma đã được kể nhiều lần. Địa điểm xảy ra là một tuyến đường sắt cũ cắt ngang dọc theo một con đường phụ cách thị trấn khoảng 8 km về phía bắc". Một câu chuyện khác của Canada từ tháng 5 năm 1908 kể về một đoàn tàu ma với ánh sáng chói lòa chạy trên đường ray không tồn tại.